# Église Saint-Pierre de Trévol
Pour les articles homonymes, voir Église Saint-Pierre.
L'église Saint-Pierre est une église catholique située à Trévol, en France.

## Localisation
L'église est située sur le territoire de la commune de Trévol, dans le département de l'Allier,.

## Description
L'église, prieuré de l'ancien diocèse d'Autun, siège d'un prieuré-cure, devient en 1103 possession de l'abbé de Cluny. Édifice composé d'une nef unique (XIIIe siècle) terminée par un chœur (XIIe siècle) à une abside cantonnée de deux absidioles. Au XVe siècle, deux chapelles sont accolées sur les murs latéraux ; elles sont voûtées sur croisées d'ogives. Les travées droites de l'abside et des absidioles communiquent entre elles par des arcs brisés ; la travée droite de l'abside et celle de l'absidiole nord sont couvertes de berceaux brisés, celle du sud porte un berceau plein cintre perpendiculaire à l'axe. La nef est couverte par une voûte surbaissée en charpente. Le porche est typiquement roman. La porte principale, sans tympan, est encadrée d'une archivolte à trois voussures de billettes, d'oves et de perles, retombant sur des colonnettes dont les chapiteaux sont décorés de personnages et de griffons à une seule tête. Le pignon de façade est dominé par un clocher arcade à deux baies transformé en clocheton à une époque récente.

## Historique
Cette église a été construite aux XIIe et XIIIe siècles. Le chœur, qui date du XIIe siècle, comporte une abside et deux absidioles ; la nef unique a été bâtie au XIIIe siècle ; deux chapelles gothiques ont été ajoutées au XVe siècle. L'édifice est inscrit au titre des monuments historiques en 1961.